# Antonivka, Berezivka
Antonivka (în ucraineană Антонівка) este un sat în comunei Rozkvit din raionul Berezivka, regiunea Odesa, Ucraina.

## Demografie
Componența lingvistică a localității Antonivka
     Ucraineană (84,75%)
     Rusă (10,59%)
     Română (4,24%)
Conform recensământului din 2001, majoritatea populației localității Antonivka era vorbitoare de ucraineană (84,75%), existând în minoritate și vorbitori de rusă (10,59%) și română (4,24%).